# Sh2-51
Sh2-51 est une nébuleuse en émission visible dans la constellation du Sagittaire.
Elle est identifiée avec une extrême difficulté dans la partie nord de la constellation, près de la frontière avec la constellation de l'Écu de Sobieski. Elle s'étend pendant 35 minutes d'arc en direction d'un champ d'étoiles très riche de la Voie lactée. La période la plus propice à son observation dans le ciel du soir se situe entre juin et novembre. Étant à une déclinaison de 16 °S, son observation est légèrement facilitée par l'hémisphère sud.
C'est un filament nébuleux très fin et fin orienté dans une direction nord-est-sud-ouest, difficile à identifier. C'est un objet très mal étudié et sa distance est inconnue. Elle s'étend jusqu'à une latitude galactique assez élevée dans une zone du ciel dépourvue d'autres régions nébuleuses,.